# Hoàng Bính
Hoàng Bính (chữ Hán: 黃柄; 1857-1900) là một danh sĩ Việt Nam. Ông là Đình nguyên Hoàng giáp khoa thi Kỷ Sửu 1889, triều vua Thành Thái.

## Thân thế và sự nghiệp
Ông còn có tên là Hoàng Hữu Bính hay Hoàng Hữu Tiếp, sinh năm Định Tỵ 1857, người xã Bích Khê, tổng Bích La, huyện Thuận Xương, phủ Triệu Phong, tỉnh Quảng Trị (nay thuộc huyện Triệu Phong, tỉnh Quảng Trị). Thân phụ ông là Hiệp biện đại học sĩ Hoàng Hữu Xứng, một trọng thần dưới triều vua Tự Đức.
Do giáo dục của thân phụ, ông thụ đắc nền học vấn Nho giáo, nổi danh một thời với tài học và bút thiếp sinh động như rồng bay phượng múa. Năm 1879, ông đỗ Cử nhân xuất thân khoa thi năm Kỷ Mão, triều vua Tự Đức. Do có thân phậm Ấm sinh, sau khi đỗ Cử nhân, ông được bổ làm Giáo thụ lĩnh chức Huấn đạo ở phủ Triệu Phong. Khi phong trào Cần Vương nổ ra, ông cùng thông gia là Cử nhân Lê Thế Vỹ, người làng Tường Vân (phủ Triệu Phong, tỉnh Quảng Trị), cùng viết Hịch cổ vũ cho phong trào và lãnh đạo các nhân sĩ yêu nước. Ông cũng là thủ lĩnh của Vườn đào tụ nghĩa ở Bích Khê, quy tụ các danh sĩ ủng hộ cho phong trào Văn thân, là một trong 6 Vườn đào tụ nghĩa ở Quảng Trị. Thủ lĩnh Vườn đào Mai Xá, Tú tài Trương Quang Cung cũng là một là một thông gia với ông.
Tuy nhiên, thời cuộc đổi thay, trước sự đàn áp của thực dân Pháp, các phong trào Cần Vương, Văn thân lần lượt tan rã. Chán nản, ông tìm vui trong đèn sách. Năm 1889, ông vào thi Hội đỗ Tiến sĩ khoa thi Kỷ Sửu. Vào Đình thí, ông cùng các 14 Tiến sĩ khoa thi Kỷ Sửu cùng thi chung với 8 Tiến sĩ khoa thi năm Ất Dậu được đặc cách vào thi (vốn bị gián đoạn do Sự biến Kinh thành), cả thảy 23 người. Khi truyền lô phân hạng, ông xếp đầu Đệ nhị giáp Tiến sĩ xuất thân (còn gọi là Đình nguyên Hoàng giáp). Khi đó, ông mới 33 tuổi, một trong số 5 tiến sĩ trẻ nhất của khoa thi này. Đây cũng là khoa thi đầu tiên trong triều vua Thành Thái, cũng là vào năm đầu tiên ông vua này trị vì..
Khi biết tin ông đỗ Đình nguyên Hoàng giáp, Hội nguyên Nguyễn Thượng Hiền có tặng ông 2 câu đối:
喜聞舊雨逢春早
誰向青山得月多
Phân âm Hán Việt
Hỷ văn cựu vũ phùng xuân tảo
Thùy hướng thanh sơn đắc nguyệt đa
Tạm dịch
Mừng nghe mưa cũ gặp xuân sớm
Ai dõi non xanh ánh nguyệt tràn
Sau khi đỗ Tiến sĩ, năm 1891, ông được triều đình bổ làm Tri phủ Tuy An, tỉnh Bình Định. Thời gian làm quan, ông nhiều lần tỏ ra thái độ chống đối với quan viên người Pháp. Chỉ được một năm, ông quyết định treo ấn từ quan. Tuy vậy, đến năm 1893, ông lại được triều đình tái bổ làm Kiểm đốc sở Tu thư và thăng hàm Thị độc học sĩ. Năm 1897, ông được cử làm giám khảo trường thi Hương tỉnh Hà Nam. Đến năm 1898, chán chường hoạn lộ, ông xin nghỉ hưu, về quê quán Bích Khê, Quảng Trị mở lớp dạy học. Sĩ tử các tỉnh về theo học ông rất đông và có nhiều người đỗ đạt.
Năm 1900, ông lại được triều đình mời ra làm giám khảo trường thi Hương Bình Định và được thăng Hồng lô Tự khanh, bổ sung làm Toản tu Quốc sử quán và được Từ Dụ Thái hậu thưởng "Kim Khánh bội tinh". Tuy nhiên, không lâu sau, ông bị bạo bệnh và qua đời, hưởng dương 43 tuổi.
Sau khi ông qua đời, triều đình truy tặng ông hàm Quang lộc Tự khanh. Đám tang ông được tổ chức rất trọng thể tại quê nhà, có rất đông học trò cũ đang làm quan tại triều về dự và một số trực tiếp khiêng linh cữu thầy từ nhà ra đến tận huyệt.
Hiện nay, lăng mộ ông vẫn được bảo tồn ở làng Bích Khê, huyện Triệu Phong, tỉnh Quảng Trị.
Lúc sinh thời, ông là người thủ cựu và cực đoan, rất ghét những gì có liên quan đến phương Tây, cực đoan đến độ chối từ cả chích thuốc khi đau ốm, chụp hình chân dung. Vì vậy, về sau không lưu lại được chân dung một thời.